# تشارلي تومسون (لاعب كرة قدم)
تشارلي تومسون (بالإنجليزية: Charlie Thompson)‏ (1 أبريل 1909 في جنوب أفريقيا - 1979) هو لاعب كرة قدم بريطاني (وحمل سابقاً جنسية المملكة المتحدة لبريطانيا العظمى وأيرلندا) في مركز الوسط. لعب مع نادي بلاكبول ونادي ليفربول ونادي بارو.